# Per Johansson
Per Johansson (Suecia, 25 de enero de 1963) es un nadador sueco retirado especializado en pruebas de estilo libre, donde consiguió ser medallista de bronce olímpico en 1984 en los 100 metros.

## Carrera deportiva
En las Olimpiadas de Moscú 1980 ganó el bronce en los 100 metros estilo libre.
Cuatro años después, en los Juegos Olímpicos de Los Ángeles 1984 ganó la medalla de bronce en los 100 metros estilo libre, con un tiempo de 50.31 segundos, tras el estadounidense Rowdy Gaines y el australiano Mark Stockwell; y también ganó el bronce en los relevos de 4 x 100 metros estilo libre, tras Estados Unidos y Australia.